# Upplands runinskrifter 416

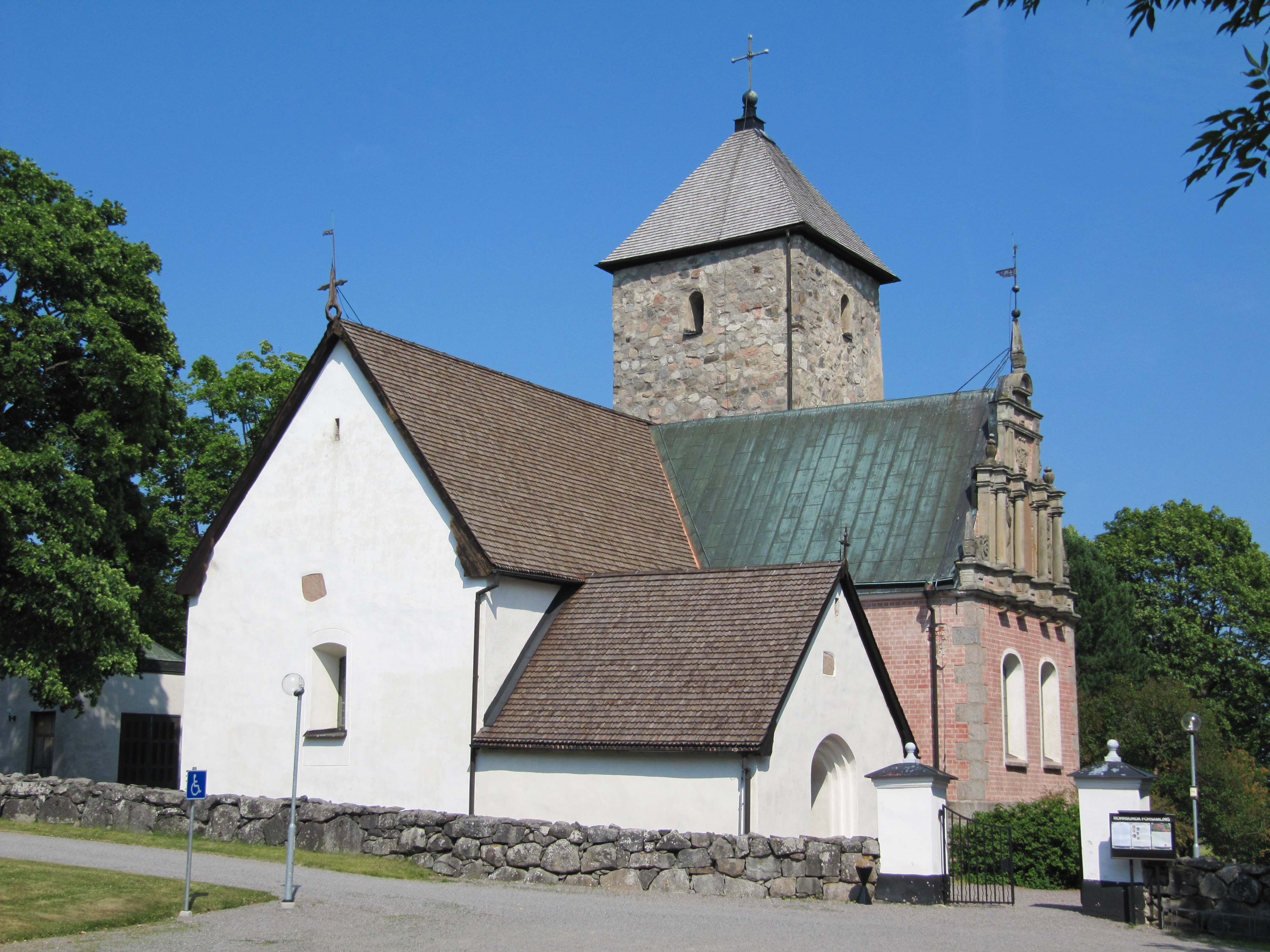
På bilden syns runstensfragmenten U 415 (t.v.) och U 416 (t.h.) som två ljusbruna fläckar i den vita putsen.

Upplands runinskrifter 416, med signum U 416, är ett vikingatida runstensfragment av sandsten i Norrsunda kyrka, Norrsunda socken och Sigtuna kommun. U 416 är inmurat ovanför vapenhusdörren (kyrkans huvudingång). Fragmentet var försvunnet under rappningen och inga uppgifter om det fanns sedan 1727, men det återfanns 1984 vid utvändiga arbeten på kyrkan. Ristningsytans storlek är 55 gånger 44 centimeter. Runhöjden är cirka 5,5 centimeter. Även fragmentet U 415 återfanns 1984 vid samma renovering.

## Inskriften
Translitterering av runraden:
...-- raisa · stain ...
Normalisering till runsvenska:
... ræisa stæin ...
Översättning till nusvenska:
... resa stenen ...